# إريك أيرونز
إريك أيرونز (بالإنجليزية: Eric Irons)‏ هو رجل قضاء جامايكي، ولد في 1921، وتوفي في 2007.